# Nina (chanteuse)
Pour les articles homonymes, voir Nina.
Anna Maria Agusti Flores dite Nina née le 1er octobre 1966 à Lloret de Mar, est une actrice et chanteuse espagnole.

## Biographie
Au début des années 1980 elle commence sa carrière artistique en jouant dans des orchestres comme   "Costa Brava" ou "Xavier Cugat", grâce à Xavier Cugat qui était son parrain. En 1987 elle obtient un travail comme hôtesse au programme "1,2,3 responda otra vez". En 1989 elle représente l’Espagne au Festival Eurovision dans la ville suisse de Lausanne, où elle est proclamée la sixième avec la chanson "Nacida para amar" de Juan Carlos Calderón. Ensuite, elle commence à apparaitre sur différentes chaînes de télévision comme TVE et TV3, elle combine en outre ses apparitions à la tv avec d’autres interventions à la radio.
Dans les années 1990 elle se consacre à faire des œuvres de théâtre musical : Las cuatro cartas (1990), Cabaret (1992), Casem-nos una mica (1993), T´odio amor meu-Te odio mi amor (1995), Company (1997) Pierrot Lunaire (1998), Corre, corre Diva (1998), Espai pel somni (1999), Programa Sondheim (2000) et entre le 2004 et le 2010 elle joue le rôle principal dans la version espagnole de la comédie musicale Mamma Mia ! qui est inspiré du groupe suédois ABBA. Cette œuvre est jouée en première à Madrid, puis entre 2007 et 2010 elle est jouée dans toute l’Espagne.
En 2001 elle est sélectionnée comme directrice de l’académie d’un reality-show musical espagnol OT (Operación Triunfo) qui recentre  beaucoup de succès. Elle joue ce rôle deux années et grâce à cela devient très célèbre dans la péninsule.
En 2003 la chanteuse catalane célèbre ses 20 ans sur scène avec un show spécial appelé "20 anys i una nit", où elle interprète les meilleures chansons de sa discographie.
Nina est une grande amatrice de Joan Manuel Serrat et de Lluís Llach (deux auteurs catalans), donc dans ce disque elle crée un single à partir d’un mélange avec deux chansons de ces interprètes. Plus tard elle enregistre une chanson pour rendre hommage à Joan Manuel Serrat dans un disque réalisé par différents chanteurs.
En 2003 elle entre en politique en militant au parti politique CiU. Cette année-là elle se présente sur les listes électorales municipales pour s’occuper du département de la culture mais le parti perd les élections.
L’été 2007 elle devient la présentatrice du programme "Manie" de TV3 et en 2008 Nina participe à la bande sonore des dessins animés appelés "Cher-Ami". À la fin 2010 elle annonce qu’elle veut travailler une autre fois comme directrice de l’académie OT.

## Discographie
- Una mujer como yo (1989)
- Rompe el tiempo (1990)
- Començar de zero (1995)
- Corre, corre Diva (1998)
- Espai pel somni (2000)
- Stephen Sondheim (2001)
- Quan somniïs fes-ho en mi (2002)
- 20 anys i una nit (2005)
- B.S.O. Mamma mia! El Musical. Edición Española. (2005)
- Bàsic (2007)